# Пробсцела
Пробсцела (њем. Probstzella) општина је у њемачкој савезној држави Тирингија. Једно је од 39 општинских средишта округа Залфелд-Рудолштат. Према процјени из 2010. у општини је живјело 3.470 становника. Посједује регионалну шифру (AGS) 16073067.

## Географски и демографски подаци
Пробсцела се налази у савезној држави Тирингија у округу Залфелд-Рудолштат. Општина се налази на надморској висини од 340 метара. Површина општине износи 74,3 km². У самом мјесту је, према процјени из 2010. године, живјело 3.470 становника. Просјечна густина становништва износи 47 становника/km².